# شهرستان آستین (تگزاس)
آستین (به انگلیسی: Austin) شهرستانی در ایالت تگزاس است. در سرشماری سال ۲۰۰۰، جمعیت این شهرستان ۲۳٬۵۹۰ نفر اعلام شد. مرکز آستین شهر بلویل است. شهرستان آستین در سال ۱۸۳۷ تأسیس شد.

## جغرافیا
طبق اداره آمار آمریکا، این شهرستان مساحتی در حدود ۱٬۷۰۰ کیلومتر مربع دارد.

### شهرها
- بلویل
- برازوس کانتری
- انداستری
- سیلی
- والیس